# 總武本線
總武本線（日语：／ Sōbu honsen */?）連結日本東京都千代田區東京站和千葉縣銚子市銚子站，屬於東日本旅客鐵道（JR東日本）的鐵路線（幹線）。除此以外，東京都墨田區錦糸町站有一條分歧至御茶之水站的支線（所謂總武緩行線）、小岩站（新小岩信號場站）起分歧至金町站、越中島貨物站的貨物支線。電車內與站內的旅客資訊上主要將千葉站至銚子站的路段如此稱呼（後述）。
另外《鐵道要覽》與JR的事業基本計劃上視錦糸町站－御茶之水站之間為其一部分，東京站－錦糸町站間開業以前的起點御茶之水站現在仍存有0公里距離標示。

## 概況
本路線在東京墨田區錦糸町站有分歧線，在江戶川區小岩站亦有分歧的貨運支線。
由御茶之水站至千葉站間的各站停車電車稱為中央·總武緩行線，亦有快速電車來往東京站與千葉站，稱為總武線快速，大致上皆採用同一路軌提供服務，除了在接近東京時，中央·總武緩行線繼續行走中央本線的路線，而總武線快速則行走橫須賀線。御茶之水站至錦糸町站間的中央·總武緩行線，作爲一段獨立支綫形式的復綫區間，在乘客利用和列車運用方面，擔當了中央快速線和總武快速線間短絡綫的角色。
連接東京與成田國際機場的成田特快列車，使用總武本線及成田線的路軌提供服務。
東京地下鐵東西線經西船橋車站與總武本線直通運行，列車以津田沼站為終點站。
除貨物支線以外，全線根據旅客營業規則包括在「東京近郊區間」與IC乘車卡「Suica」的首都圈地域。另外，總武本線是JR所有帶有本線名稱的路線當中唯一全線旅客站都可以使用IC卡的路線。

### 路線資料
- 管轄、路線距離（營業距離）：全長145.4公里（包括支線）
  - 東日本旅客鐵道（第一種鐵道事業者）
    - 東京站－銚子站間 120.5公里[1]
    - 錦糸町站－御茶之水站間 4.3公里[1]
    - 小岩站－金町站間 8.9公里（通稱：新金線。小岩站－新小岩信號場站 2.3公里與本線重複）
    - 小岩站－越中島貨物站間 11.7公里（通稱：越中島支線。小岩站－新小岩信號場站 2.3公里與本線重複。新小岩信號場站－龜戶站與本線並行）

  - 日本貨物鐵道（第二種鐵道事業者）
    - 新小岩信號場站－佐倉站間 44.8公里
    - 新小岩信號場站－金町站間 6.6公里
    - 新小岩信號場站－越中島貨物站間 9.4公里
- 軌距：1067毫米
- 站數：49個（包括起終點站、金町站）
  - 旅客站：46個（金町站、越中島貨物站除外）
    - 若只限屬於總武本線的旅客站，排除屬於東海道本線的東京站、屬於東北本線的秋葉原站、屬於中央本線的御茶之水站、屬於常磐線的金町站[2]則為43個。而連同名義上旅客併設站但實際為貨物專用的越中島貨物站為旅客站計算則為44個。

  - 貨物站：2個（包括越中島貨物站、旅客併設站除外）
- 複線路段：
  - 四線：
    - 錦糸町站－千葉站間 34.4公里（新小岩信號場站－龜戶站與越中島支線並行，實質的複複線與單線的5線路段）

  - 複線：
    - 東京站－錦糸町站間 4.8公里
    - 錦糸町站－御茶之水站間 4.3公里
    - 千葉站－佐倉站間 16.1公里

  - 單線
    - 佐倉站－銚子站間 65.2公里
    - 新小岩信號場站－金町站 6.6公里
    - 新小岩信號場站－越中島貨物站 9.4公里
- 電氣化路段
  - 新小岩信號場站－越中島貨物站除外全線直流電（1500V）
- 保安裝置：
  - 東京站－銚子站 ATS-P
  - 御茶之水站－千葉站間（緩行線） ATS-P
  - 新小岩信號場站－金町站（新金線） ATS-SN
  - 新小岩信號場站－越中島貨物站（越中島支線） ATS-SN
- 最高速度：
  - 東京站－錦糸町站間 100公里/小時（ATC時代為90公里/小時）
  - 錦糸町站－千葉站間 優等列車130公里/小時、普通列車120公里/小時
  - 千葉站－佐倉站間 優等列車120公里/小時、普通列車110公里/小時
  - 佐倉站－銚子站間 95公里/小時
  - 御茶之水站－千葉站間（緩行線） 95公里/小時
  - 新小岩信號場站－金町站間（新金線） 95公里/小時
  - 新小岩信號場站－越中島貨物站間（越中島支線） 95公里/小時
- 運轉指令所（日语：運転指令所）：
  - 東京站－千葉站間 東京綜合指令室
  - 千葉站－銚子站間 千葉綜合指令室（千葉站－佐倉站間：成田指令、CTC，佐倉站－銚子站間：總武指令、CTC）
  - 御茶之水站－千葉站（緩行線） 東京綜合指令室
  - 新小岩信號場站－金町站（新金線） 東京綜合指令室
  - 新小岩信號場站－越中島貨物站間（越中島支線） 東京綜合指令室
- 列車運行管理系統（日语：列車運行管理システム）
  - 東京站－千葉站間（構內除外）、御茶之水站－千葉站間（緩行線）東京圈輸送管理系統（ATOS）
- 運行處理站（車站控制信號，管理運行）：
  - 千葉站（包括黑砂信號場、東千葉站）、佐倉站、銚子站
  - 新小岩信號場站、金町站、越中島貨物站（新金線、越中島支線）
- 準運行處理站（異常時、替換車站控制信號）：
  - 東京站、錦糸町站（包括兩國站快速線）、市川站、津田沼站、幕張站、成東站
  - 御茶之水站、錦糸町站、市川站、西船橋站、津田沼站、幕張站、千葉站（緩行線）

東京站－馬喰町站間、秋葉原站－御茶之水站間、新金線金町站構內由JR東日本東京支社管轄，除此以外由該社千葉支社管轄，馬喰町站－錦糸町站間、淺草橋站－秋葉原站間、新小岩信號場站－金町站為支社邊界。而越中島支線的越中島貨物站屬於千葉支社的車站，但構內由東京支社管轄的東京鐵路中心設置。

## 历史

### 第一次挫折
1884年由民营铁路日本铁道建设的从上野站到高崎站的线路也开通，使得19世纪80年代全日本掀起了民营铁路建设的浪潮。千叶县也身处铁路的爆发性成长中。1886年，千叶县内建设蒸汽机车铁路的运动开始，1887年武总铁道与总州铁道公司相繼成立。但当时连接江户川和利根川的利根运河已经被决定建设，铁路被认为不需要建设。

### 总武铁道
在经历上述事件后，两公司的发起人感受到竞争的不利，于是在1889年1月合并成立总武铁道公司。2月公司提出建设申请，这次申请建设的路线绕开了和利根运河竞争的路段，并且通过军营所在地，以得到了到陆军的支持。陆军支持下，1889年4月临时牌照发放，但因为施工计划有所变更，1893年8月才开工。
1894年7月20日市川站和佐仓站间开业，千叶县结束了不通铁路的历史。同年8月1日日清甲午战争爆发，总武铁道起到了运输兵员的作用。1894年12月9日因江户川上的桥梁竣工，本所站(现锦丝町站)通车。1897年5月1日和6月1日，总武线延伸到了成东和铫子，在佐仓站和成田铁道(后来的成田线)接续。1899年，獲頒本所到秋葉原的鐵路牌照，總武鐵路向市中心延伸。1904年铁路修筑到了兩國站，1907年日本帝國頒布鐵路國有法，收購總武鐵路，改稱總武本線。

### 现代化改造与二战
總武鐵路開業後，沿線的住宅區越來越多，並從兩國向東蔓延，1912年京成鐵路一期工程投入運營，與國有化後的總武本線競爭東京到船橋、千葉的交通業務，雖然總武本線較東海道本線的現代化改造較晚，但還是現代化改造起來了。1923年關東大地震中，鐵路終點兩國站附近死傷慘重，鐵路的發展因災後重建變化，1926年和1929年，連接常磐線的貨物聯絡線和越中島支線分別開業，總武線逐漸實現客貨分離。
关东大地震使得总武本线向市中心的扩建十分简单，除了御茶之水站和两国站，就只有奇迹般免于烧光的神田佐久间町需要收購土地。1932年7月1日，總武線從兩國延伸到了御茶之水站，電氣化列車開始在此區間運營。1933年，3月的市川到9月份的船橋，電氣化區間不停延伸，此外，緩行車次會在御茶之水站沿中央線直通運行到中野站。1935年，電氣化區間延伸到千葉站，至此，千葉站西側總武本線展現城鐵屬性，而東側未電氣化區間運行蒸汽機車，沿線都是農村。
1945年3月10日，總武線沿線遭受地毯式轟炸，許多人逃往兩國、錦絲町和龜戶站舍躲避轟炸。此後，由於大本營預計美軍在本土决战時會在九十九里濱登陸，總武本線承擔了巨大的軍用物資發送量，所幸當年8月15日日本無條件投降，總武本線免遭兵災。

## 車站列表

### 東京、御茶之水－千葉
這裡只列出站名。
本線
東京－新日本橋－馬喰町－錦糸町－龜戶－平井－新小岩－小岩－市川－本八幡－下總中山－西船橋－船橋－東船橋－津田沼－幕張本鄉－幕張－新檢見川－稻毛－（黑砂信號場）－西千葉－千葉
支線（錦糸町－御茶之水）
錦糸町－兩國－淺草橋－秋葉原－御茶之水

### 千葉－銚子
- 停車站
  - 普通…停靠所有車站
  - 快速…●停靠、｜通過
  - 特急…參見「潮騷」
- 軌道 … ∥：複線路段，◇、◆、｜：單線路段（◇可進行列車交會，◆可進行列車交會「設有安全側線，可同時進入」）、∨：此起往下為單線、∧：終點（可進行交會）
- 此路段所有車站均位於千葉縣內

| 車站編號 | 中文站名 | 日文站名 | 英文站名 | 站間營業距離 | 東京起計營業距離 | 快速 | 接續路線 | 軌道 | 所在地         |
| -------- | -------- | -------- | -------- | ------------ | ---------------- | ---- | --- | ---- | -------------- |
| JO 28    | 千葉     |          |          | -            | 39.2             | ●    | 東日本旅客鐵道： 總武線（快速）（JO28）、 總武線（各站停車）（JB39）、■外房線、■內房線 千葉都市單軌電車： 1號線、 2號線 京成電鐵： 千葉線 （京成千葉：KS59） | ∥    | 千葉市中央區   |
| JO 29    | 東千葉   |          |          | 0.9          | 40.1             | ｜   | | ∥    | 千葉市中央區   |
| JO 30    | 都賀     |          |          | 3.3          | 43.4             | ●    | 千葉都市單軌電車： 2號線 | ∥    | 千葉市若葉區   |
| JO 31    | 四街道   |          |          | 3.5          | 46.9             | ●    | | ∥    | 四街道市       |
| JO 32    | 物井     |          |          | 4.2          | 51.1             | ●    | | ∥    | 四街道市       |
| JO 33    | 佐倉     |          |          | 4.2          | 55.3             | ●    | 東日本旅客鐵道：■成田線 | ∨    | 佐倉市         |
|          | 南酒酒井 |          |          | 4.0          | 59.3             | ｜   | | ◆    | 印旛郡酒酒井町 |
|          | 榎戶     |          |          | 2.9          | 62.2             | ｜   | | ◆    | 八街市         |
|          | 八街     |          |          | 3.7          | 65.9             | ●    | | ◇    | 八街市         |
|          | 日向     |          |          | 5.8          | 71.7             | ｜   | | ◇    | 山武市         |
|          | 成東     |          |          | 5.2          | 76.9             | ●    | 東日本旅客鐵道：■東金線 | ◇    | 山武市         |
|          | 松尾     |          |          | 5.6          | 82.5             |      | | ◇    | 山武市         |
|          | 橫芝     |          |          | 4.3          | 86.8             |      | | ◆    | 山武郡橫芝光町 |
|          | 飯倉     |          |          | 3.8          | 90.6             |      | | ｜   | 匝瑳市         |
|          | 八日市場 |          |          | 3.1          | 93.7             |      | | ◇    | 匝瑳市         |
|          | 干潟     |          |          | 5.1          | 98.8             |      | | ◇    | 旭市           |
|          | 旭       |          |          | 4.8          | 103.6            |      | | ◇    | 旭市           |
|          | 飯岡     |          |          | 2.7          | 106.3            |      | | ◇    | 旭市           |
|          | 倉橋     |          |          | 2.9          | 109.2            |      | | ｜   | 旭市           |
|          | 猿田     |          |          | 2.6          | 111.8            |      | | ◇    | 銚子市         |
|          | 松岸     |          |          | 5.5          | 117.3            |      | 東日本旅客鐵道：■成田線 | ◆    | 銚子市         |
|          | 銚子     |          |          | 3.2          | 120.5            |      | 銚子電氣鐵道：銚子電氣鐵道線 | ∧    | 銚子市         |

1. ↑  內房線的正式起點為外房線蘇我站，但除直通京葉線列車外均直通至千葉站
2. 1 2  成田線的列車經佐倉站直通至千葉站方向，經松岸站直通至銚子站

### 貨物支線
（貨）為貨物專用站。小岩－新小岩信號場與本線重複。括號內的數字為起點站起計營業距離。詳細參見各支線條目。
越中島支線
小岩站（0.0）－新小岩信號場站（2.3）－（貨）小名木川站（8.6 廢除）－（貨）越中島貨物站（11.7）
新金貨物線
小岩站（0.0）－新小岩信號場站（2.3）－金町站（8.9）

### 過去的接續路線
- 八街站：成田鐵道八街線（日语：成田鉄道八街線） - 1940年5月14日廢除
- 八日市場站：成田鐵道多古線（日语：成田鉄道多古線） - 1946年10月9日廢除

### 廃除路段
貨物支線
銚子站（0.0）－（貨）新生站（0.8）

## 外部連結
- 總武・房總路線圖PDF - 東日本旅客鐵道千葉支社